# Jean Frederic Waldeck
Jean-Frédéric Waldeck (Praga, 16 marzo 1766 – Parigi, 30 aprile 1875) è stato un archeologo, esploratore e cartografo francese, conosciuto anche per essere vissuto fino a 109 anni.

## Biografia
Studiò arte a Parigi e affermò di aver partecipato alla campagna di Egitto di Napoleone. In gioventù fece viaggi in Africa del sud, Messico, Cile, Guatemala. Dipinse qui acquerelli su monumenti locali. Soggiornò in Messico, dove lavorò come ingegnere minerario e conobbe la città di Uxmal e Palenque.
Pubblicò nel 1838 il libro Viaggio pittoresco e archeologico nella provincia dello Yucatan fra gli anni 1834 e 1836, dove fornì la prima descrizione delle rovine.
Questo libro fu apprezzato da molti, tra cui John Lloyd Stephens.